# Montero (album)
A Montero (stilizálva: MONTERO) Lil Nas X, amerikai énekes és rapper debütáló stúdióalbuma, amely 2021. szeptember 17-én jelent meg, a Columbia Records kiadón keresztül. Az lemezt 2019-ben jelentette be az előadó, míg a címet 2021 márciusában, a Montero (Call Me By Your Name) megjelenését követően. Az albumról három kislemez jelent meg, a Montero (Call Me By Your Name), a Sun Goes Down és az Industry Baby.
Az albumon közreműködött Doja Cat, Elton John, Megan Thee Stallion, Miley Cyrus és Jack Harlow. Zeneileg egy pop rap album, amelyet különböző zenei műfajok inspiráltak. Zenekritikusok méltatták a produceri munkát és a dalszerzést a lemezen. Elérte a slágerlisták élét Ausztráliában, Dániában, Írországban, Új-Zélandon, Norvégiában és Svédországban, míg második lett az Egyesült Államokban és az Egyesült KIrályságban.
2022-ben a Rolling Stone magazin 151. helyre helyezte Minden idők 200 legjobb hiphopalbuma loistáján.

## Háttér
2019-ben Lil Nas X kiadta első kislemezét, az Old Town Roadot, amely több rekordot is megdöntött a következő évben. Ezt követően sokan azt mondták, hogy egy sikeres dala lesz és utána el fog tűnni a zeneiparból. Ennek következtében a rapper el akart távolodni a country rap hangzástól, elkezdett rapre, popra és R&B-re koncentrálni. 2020 elején kérte fel a Take a Daytrip producerduót, hogy dolgozzanak vele a debütáló albumán, a 7 középlemez megjelenését követően. A 2020-as Covid19-pandémia alatt kezdte el elkészíteni a dalok demófelvételeit.
Hónapokkal később, 2021. március 26-án megjelentette a Montero (Call Me by Your Name) című kislemezt az albumról, miután többször is lehetett belőle részleteket hallani, például a 2021-es Super Bowl idején. A dallal egyidőben megjelent egy videóklip is, amelyet az ukrán Tanu Muino rendezett. 2021. május 21-én ezt a Sun Goes Down kislemez követte, amely továbbra is megtartotta a homoszexualitás témáját. Mindkét dalt előadta a Saturday Night Liveon, május 22-én. A Montero (Call Me by Your Name) kiadását követően együttműködött a MSCHF művészeti csoporttal, hogy kiadják a Nike Air Max 97 átalakított verzióját, amely a Sátán Cipő nevet kapta. A Nike ezt követően beperelte a csoportot, a megegyezést hónapokkal később érték el. Az Industry Baby megjelenése előtt Lil Nas X bejelentett egy kitalált bírósági meghallgatást TikTokon, amelyet a dal kiadásának napján tartottak. A dal videóklipjét és a bírósági meghallgatás jeleneteit Christian Breslauer rendezte. Az nagylemezről kiszivárogtak dalok, amelyek közül több végül nem is szerepelt az albumon.
Az albumot hivatalosan 2021. augusztus 26-án jelentette be a YouTube-on. A videóban lehetett hallani először a Thats What I Want kislemezt. 2021. szeptember 17-én a dal és annak videóklipje megjelent a teljes projekttel együtt.

## Megjelenés
Egy 2019 augusztusában készített interjúban, a 7, debütáló középlemezének megjelenését követően, Lil Nas X elmondta, hogy elkezdett dolgozni első stúdióalbumán és megjegyezte, hogy sokkal személyesebb lesz, mint a korábbi munkái. 2021. március 26-án, a Montero (Call Me by Your Name) kiadása után megosztotta az album címét (Montero) Twitteren, azzal együtt, hogy nyáron fog megjelenni. Június 29-én feltöltötte az album előzetesét YouTube-ra. A Marvel Studios filmjeinek nyitójelentei által inspirálva, több kislemezének videóklipjeiből is láthatók benne részletek. Az album megjelenési dátumát egy augusztus 26-án feltöltött előzetesben jelentette be. A videó, amely az Industry Baby klipjének folytatása volt, tartalmaz egy részletet a lemezen szereplő új dalok egyikéről.
Lil Nas X a számlistát szeptember 1-én osztotta meg. A bejelentett közreműködők között volt Doja Cat, Elton John, Megan Thee Stallion és Miley Cyrus. Szeptember elején megosztott képeket magáról, terhességet imitáló testmodifikációkkal. Ekkor kezdte el az albumot gyermekeként emlegetni. Erre Megan Thee Stallion versszaka inspirálta a Dolla Sign Slime dalról. Ezek mellett elkezdett különböző LMBT jótékonysági szervezeteknek adományokat gyűjteni. A megjelenés előtti napon világszerte hirdetőtáblák jelentek meg, az albumot népszerűsítve.
A Montero 2021. szeptember 17-én jelent meg. Az album kiadását egy YouTube-livestream előzte meg, amelyben Lil Nas X-t meginterjúvolja Montero, akit ő maga játszott, a The Montero Show fiktív műsorban, mielőtt kórházba vitték volna, hogy „megszülje az albumot”.

## Kritikák és fogadtatás
Az AnyDecentMusic?, amely szakértők kritikái alapján állít össze egy átlagos értékelést, 8.0-t adott az albumnak az elérhető 10 pontból, míg a hasonló formula alapján működő Metacritic 89-es értékelést adott az albumnak a százból.
Mike Wass (Variety) méltatta a projektet, mert „hangot ad a queer gyerekek egy generációjának félelmeinek és vágyainak”, illetve kiemelte az album első kislemezét, a Montero (Call Me by Your Name)-et, mint „minden idők egyik legkihívóbban queer slágerlista elsője” és a „projekt legfülbemászóbb dala”. Ugyanakkor Alexis Petridis (The Guardian) kritizálta az album termékelhelyezéseit, kiemelve a Taco Bell amerikai gyorsétteremlánc és az Uber Eats alkalmazás szponzorációit a lemezen. Ennek ellenére méltatta a projektet, kiemelve a nyitottan szexualitásáról beszélő dalszövegeket. Melissa Ruggieri (USA Today) kiemelte a Take a Daytrip producerduó munkáját az albumon, méltatva őket és azt írva, hogy „átrepítik a zenét melódiák és zenei alapok völgyein” és, hogy ez egy „kellemes felfedezőúthoz” vezet a projekt során.
Eric Torres (Pitchfork) úgy gondolta, hogy a Montero „segít beteljesíteni egy új fajta popsztár ígéretét,” megemlítve, hogy az album tartalma és témái „rádióbarátok, hogy működjenek Olivia Rodrigo pop-punkja vagy Doja fülbemászó rapje mellett.”

## Számlista
| MONTERO | MONTERO                                                 | MONTERO                                                                                         | MONTERO | MONTERO | MONTERO | MONTERO | MONTERO | MONTERO | MONTERO |
|         | Cím                                                     | Szerző(k)                                                                                       | Hossz   |         |         |         |         |         |         |
| ------- | ------------------------------------------------------- | ----------------------------------------------------------------------------------------------- | ------- | ------- | ------- | ------- | ------- | ------- | ------- |
| 1.      | MONTERO (Call Me By Your Name)                          | Montero Hill Denzel Baptiste David Biral Omer Fedi Rosario Lenzo                                | 2:17    |         |         |         |         |         |         |
| 2.      | DEAD RIGHT NOW                                          | Hill Baptiste Biral Jasper Harris Thomas Levesque                                               | 3:41    |         |         |         |         |         |         |
| 3.      | INDUSTRY BABY (Jack Harlow-val)                         | Hill Jackman Harlow Baptiste Biral Nick Lee Mark Williams Raul Cubina Kanye West Nick Lee Lenzo | 3:32    |         |         |         |         |         |         |
| 4.      | THATS WHAT I WANT                                       | Hill Fedi Blake Slatkin Ryan Tedder Keegan Bach                                                 | 2:23    |         |         |         |         |         |         |
| 5.      | THE ART OF REALIZATION                                  | Hill Baptiste Biral Lenzo                                                                       | 0:24    |         |         |         |         |         |         |
| 6.      | SCOOP (Doja Cat közreműködésével)                       | Hill Amala Dlamini Baptiste Biral Lenzo                                                         | 2:54    |         |         |         |         |         |         |
| 7.      | ONE OF ME (Elton John közreműködésével)                 | Hill Jasper Sheff John Cunningham Ilsey Juber                                                   | 2:41    |         |         |         |         |         |         |
| 8.      | LOST IN THE CITADEL                                     | Hill Cunningham                                                                                 | 2:50    |         |         |         |         |         |         |
| 9.      | DOLLA SIGN SLIME (Megan Thee Stallion közreműködésével) | Hill Megan Pete Baptiste Biral Lee                                                              | 2:25    |         |         |         |         |         |         |
| 10.     | TALES OF DOMINICA                                       | Hill Baptiste Biral Fedi Lenzo                                                                  | 2:26    |         |         |         |         |         |         |
| 11.     | SUN GOES DOWN                                           | Hill Baptiste Biral Fedi Lenzo Michael Olmo Bach Slatkin Andrew Luce                            | 2:48    |         |         |         |         |         |         |
| 12.     | VOID                                                    | Hill Cunningham Carter Lang                                                                     | 4:08    |         |         |         |         |         |         |
| 13.     | DONT WANT IT                                            | Hill Baptiste Biral Nicholas Mira Dorian Theus                                                  | 2:10    |         |         |         |         |         |         |
| 14.     | LIFE AFTER SALEM                                        | Hill Sheff Lang Cunningham                                                                      | 3:30    |         |         |         |         |         |         |
| 15.     | AM I DREAMING (Miley Cyrus közreműködésével)            | Hill Miley Cyrus Baptiste Biral Fedi William Ward Vincent Goodyer                               | 3:03    |         |         |         |         |         |         |
| 41:17   |                                                         |                                                                                                 |         |         |         |         |         |         |         |

Feldolgozott dalok, hangminták, interpolációk
- Industry Baby: O Let's Do It, szerezte: Don Winters, Waka Flocka Flame, előadta: Waka Flocka Flame; No Bystanders, eredetileg: Travis Scott, Juice Wrld, Sheck Wes; Computers, szerezte: Ackquille Pollard, Chad Marshall, Christopher Baskin; előadta: Rowdy Rebel
- Scoop: Spoil My Night, szerezte: Adam Feeney, Austin Post, Khalif Brown, Louis Bell, Travis Walton, előadta: Post Malone, Swae Lee
- Sun Goes Down: Butterfly, eredetileg: LOONA
- Dont Want It: Hush, Little Baby (népdal)
- Life After Salem: Take What You Want, szerezte: Andrew Watt, Austin Post, Billy Walsh, Jacques Webster, John Osbourne, Louis Bell, eredetileg: Post Malone, Ozzy Osbourne, Travis Scott

## Közreműködő előadók
Zenészek
| - Montero Hill – vokál (összes), háttérének (1–3, 6, 8–11, 15), fütyülés (14) - Denzel Baptiste – basszusgitár, billentyűk, programozás (1–3, 6, 9–11, 13, 15); vokál (1–3, 6 9–11, 15), gitár (2), háttérének (3, 13) - David Biral – basszusgitár, billentyűk, programozás, (1–3, 6, 9–11, 13, 15); vokál (1–3, 6 9–11, 15), háttérének (13) - Omer Fedi – gitár (1, 4, 10, 11, 13, 15), vokál (1, 10, 11, 15), basszusgitár (4, 15); háttérének, dobok, billentyűk (4) - Roy Lenzo – programozás (1, 6, 10), vokál (1, 6, 10, 11) - James Connor – háttérének (2) - Quishima S. Dixon – háttérének (2) - Cassandra R. Chism – háttérének (2) - Jason McGee and The Choir – kórus (2) - Thomas James Levesque – kürt (2), billentyűk (2) - Jasper Harris – billentyűk (2), vonós hangszerek (2) - Noel Goring – orgona (2) - Jack Harlow – vokál, háttérének (3) - Nick Lee – kürt (3) - Raul Cubina – programozás (3) - Ryan Svendsen – trombita (3) - Maclean Porter – vokál (3, 6, 9) - KBeazy – háttérének, billentyűk, programozás (4) - Blake Slatkin – háttérének, billentyűk, programozás (4) - Ryan Tedder – háttérének, billentyűk, programozás (4) - John Cunningham – basszusgitár, dobok (7, 8, 12); gitár (7, 8, 12, 14), billentyűk (8); zongora, vonós hangszerek (12) - Jack Ward – cselló (7, 8, 14, 15) | - Ben Ward – dupla basszusgitár (7, 8, 10, 14) - Jasper Sheff – dobgép, zongora (7); gitár (14) - Elton John – zongora (7) - William K. Ward – vonós hangszerek (7, 8, 10–12, 14, 15) - 18yoman – vonós hangszerek (7, 8, 10–12, 14, 15) - Glenn Hopper – vonós hangszerek (7, 12, 14) - Nick Lee – kürt (9) - Lydia Sawires – hegedű (10) - Harry Ward – hegedű (10, 11) - Freya Schack-Arnott – cselló (11) - Nick Seeley – dobok (11) - Carter Lang – basszusgitár, dobok, gitár, billentyűk (12, 14) - Drew Sliger – háttérének (13) - Jacques Morel – háttérének (13) - Hannah Storm – háttérének (13) - Mervin Hernandez – háttérének (13) - Delisa Shannon – háttérének (13) - Nick Mira – basszusgitár, billentyűk, programozás (13) - Jaden Wiggins – basszusgitár (13) - Martin Rodrigues – dobok (13) - Dylan Wiggins – gitár (13) - Hello Yello – billentyűk (13) - DT – billentyűk (13) - Miley Cyrus – háttérének (15) - Ben Adler – hegedű (15) |

Utómunka
| - Chris Gehringer – master (1, 2, 5–10, 12–15) - Eric Lagg – master (3, 11) - Randy Merrill – master (4) - Serban Ghenea – keverés (1, 4, 7, 11) - Patrizio "Teezio" Pigliapoco – keverés (2, 3) - Nickie Jon Pabón – keverés (3), felvételi hangmérnök (3) - Denzel Baptiste – keverés (5), felvételi hangmérnök (1–3, 5–7, 9, 11, 13, 15) - David Biral – keverés (5), felvételi hangmérnök (6), asszisztens hangmérnök (2, 3, 5–15) - Manny Marroquin – keverés (6, 9, 10, 13) - Jon Castelli – keverés (8) - Joe Visciano – keverés (12, 14) - Roy Lenzo – felvételi hangmérnök (1, 3, 6, 7, 11, 15) | - Drew Sliger – felvételi hangmérnök (2, 5, 8, 9, 12, 14), asszisztens hangmérnök (1–3, 5, 7–15) - Blake Slatkin – felvételi hangmérnök (4) - Ryan Tedder – felvételi hangmérnök (4) - John Cunningham – felvételi hangmérnök (7, 8, 12, 14) - Kuk Harrell – felvételi hangmérnök (7, 11, 12, 15), vokál hangmérnök (11) - Josh Deguzman – hangmérnök (8) - John Hanes – hangmérnök (11) - Jelli Dorman – vokál hangmérnök (11), asszisztens hangmérnök (7, 10, 11, 15) - Mervin Hernandez – asszisztens hangmérnök (1–3, 5–12, 14, 15) - David Dickenson – asszisztens hangmérnök (1–3, 5–12, 14, 15) - Ashley Jackson – asszisztens hangmérnök (2, 3) |

## Slágerlisták
| Lista (2021)                                  | Legjobb helyezés |
| --------------------------------------------- | ---------------- |
| Ausztrália (ARIA Top 50 Albums)               | 1                |
| Ausztria (Ö3 Austria Top 40)                  | 2                |
| Belgium (Ultratop Flandria)                   | 3                |
| Belgium (Ultratop Vallónia)                   | 6                |
| Kanada (Billboard Canadian Albums Chart)      | 2                |
| Csehország (ČNS IFPI Albums Top 100)          | 3                |
| Dánia (Hitlisten Album Top 40)                | 1                |
| Hollandia (Dutch Charts Album Top 100)        | 3                |
| Finnország (Musiikkituottajat Albumit Top 50) | 2                |
| Franciaország (SNEP Album Top 100)            | 6                |
| Németország (Offizielle Top 100)              | 13               |
| Izland (Plötutíðindi)                         | 2                |
| Írország (OCC)                                | 1                |
| Olaszország (FIMI Album Top 20)               | 9                |
| Litvánia (AGATA)                              | 1                |
| Új-Zéland (Recorded Music NZ Top 40 Albums)   | 1                |
| Norvégia (VG-lista Album Top 40)              | 1                |
| Szlovákia (ČNS IFPI)                          | 2                |
| Spanyolország (PROMUSICAE Top 100 Álbumes)    | 2                |
| Svédország (Sverigetopplistan Top 60 Albums)  | 1                |
| Svájc (Schweizer Hitparade Top 100 Albums)    | 6                |
| Egyesült Királyság (UK Albums Chart)          | 2                |
| USA Billboard 200                             | 2                |

## Minősítések és eladási adatok
| Régió | Minősítés | Eladott példányszám |
| --- | --------- | ------------------- |
| Ausztrália (ARIA) | arany     | 35 000‡             |
| Dánia (IFPI Denmark) | arany     | 10 000‡             |
| Franciaország (SNEP) | arany     | 50 000‡             |
| Olaszország (FIMI) | arany     | 25 000‡             |
| Új-Zéland (RMNZ) | platina   | 15 000‡             |
| Norvégia (IFPI Norway)                                                                                                  | platina   | 20 000*             |
| Lengyelország (ZPAV) | arany     | 10 000‡             |
| Svédország (GLF) | arany     | 15 000‡             |
| Svájc(IFPI Switzerland)                                                                                                 | platina   | 20 000‡             |
| Egyesült Királyság (BPI)                                                                                                | ezüst     | 60 000‡             |
| Egyesült Államok (RIAA)                                                                                                 | platina   | 1 000 000‡          |
| * Eladási példányszámok kizárólag a minősítés alapján. ‡ Eladási+streaming példányszámok kizárólag a minősítés alapján. |           |                     |

## Kiadások
| Régió       | Dátum                | Formátum                         | Kiadó    | For.  |
| ----------- | -------------------- | -------------------------------- | -------- | ----- |
| Világszerte | 2021. szeptember 17. | - digitális letöltés - streaming | Columbia | [ 1 ] |